# Bloomberg Television
Bloomberg Television (Блумберг Телевіжн, Блумберг ТБ) — американський цілодобовий міжнародний телеканал, світовий лідер ділової та фінансової інформації та новин. Створений в Нью-Йорку у 1994 році. Аудиторія налічує близько 310 млн глядачів по всьому світу. Головна штаб-квартира компанії розташована в Нью-Йорку, південно-американська – у Сан-Пауло, європейська – у Лондоні, азійська – в Гонконгу.

## Історія
1 січня 1994 року у США почав свою роботу проект Майкла Блумберга Bloomberg Information TV. Спочатку це були 30-хвилинні ранкові передачі Bloomberg Business News, «Шоу Чарлі Роуза» та «Світ грошей Адама Сміта», які транслювались на різних американських каналах. Такі короткі випуски виходили аж до 1997 року. Наступного 1998 року компанія змінила назву на більш коротку – Bloomberg Television.
Bloomberg Television вперше запропонувала глядачам «мультиекран» – поєднання декількох видів інформації одразу.
|  | «Це схоже на Windows на екрані вашого комп'ютера. Жоден з глядачів не концентрує увагу на всіх секціях, кожен отримує виключно ту інформацію, яка йому потрібна. Це надзвичайно для нашого швидкоплинного світу, в якому глядач прагне інформації, а не розваг». Майкл Блумберг |

Аудиторію Bloomberg складають, більшою мірою, люди, які цікавляться новинами у сфері бізнесу. Саме для них була створена цілодобова мережа BIT — Bloomberg Information Television.
Програми одного каналу мережі з центром мовлення у Нью-Йорку, були призначені для мешканців США і Канади, другого – для Південної Америки (центр мовлення – Сан-Пауло), третього – для Європи (центр мовлення – Лондон), четвертого – для Азії (центр мовлення – Токіо). Усі центри мовлення обслуговувались єдиною мережею, спеціально створеною високошвидкісною комп'ютерною мережею для передачі відеоданих. Починаючи з 9 березня 2009 року, телеканал для кожної з країн став окремим. Наприклад, для Європи – «Bloomberg Europe», для Індонезії – «Bloomberg TV Indonesia», для Америки просто «Bloomberg TV».
30 квітня 2009 року Bloomberg Японія припинив своє існування, йому на зміну прийшов міжнародний Bloomberg Азія. Bloomberg Бразилія та Bloomberg Латинська Америка того ж року об'єднались в один канал.
Цікавим в історії телеканалу був наступний випадок. 13 квітня 2011 року репутація Bloomberg була підірвана. Скорегувавши копію звернення президента США Барака Обами (про державний обов'язок), телеканал вирізав частину виступу, в якому мова йшла про заборгованості США, і про те як це має вплинути на економіку країни. Конфлікт завершився доганою для Bloomberg.

## Керівництво
Американські передачі Bloomberg очолює Джастін Сміт, генеральний директор медіа-групи Bloomberg. Виконавчим продюсером та редактором нічних програм Public Broadcasting Service/WNET є Чарлі Рос.

## Сітка мовлення
Сітка мовлення Bloomberg складається з інтерв'ю відомих у бізнес сфері людей, економічних аналізів, політичних подій, що впливають на економіку країни, бізнес прогнози. Щоденні новини концентрують увагу на технологіях. У 2001 році, щоб витримати конкуренцію з універсальними каналами новин та не втратити глядачів, телеканал Bloomberg TV додав до сітки мовлення більше громадсько-політичних програм. Тип власності Bloomberg залишається приватною компанією, більша частина якої належить засновнику. До речі, 20 % акцій, котрі не так давно купила Merrill Lynch, згодом були викуплені назад. Офіс компанії знаходиться у Нью-Йорку, а хмарочосі Bloomberg Tower, що у центрі Мангхеттена.

## Діючі канали
- Bloomberg Television (для США)
- Bloomberg El Financiero (для Іспанії та Англії)
- Bloomberg TV India
- Bloomberg TV Asia Pacific (для Гон Конгу)
- Bloomberg TV Europe (для Лондона)
- Bloomberg HaberTurk (для Стамбулу, що у Туреччині)
- Bloomberg TV Mongolia
- Bloomberg TV Australia[4] (почав працювати у червні 2012 року)
- Bloomberg TV Philippines (почав працювати 5 жовтня 2015 року)
- Bloomberg TV Canada
- Bloomberg TV Korea
- Bloomberg TV Malaysia
- Bloomberg TV Vietnam
- Bloomberg TV Bulgaria
- Bloomberg TV Ireland
- Bloomberg TV Africa (почав працювати у жовтні 2013 року)

## Канали, які зараз не працюють
- Bloomberg Brazil
- Bloomberg TV Indonesia[5]
- Bloomberg Germany
- Bloomberg TV France
- Bloomberg Italy
- Bloomberg Japan
- Bloomberg Spain

## Програми

### Сполучені Штати

#### Щоденні шоу
- Спостерігання Блумберга з Томом Кіном та Френком Леккуой
- Блумберг <GO> зі Стефіні Рахлом, Девідом Уестином і Еріком Шацкером
- Ринки Блумберга з Бетті Лью, Девідом Гурою, Скарлет Фу та Алексом Стілом
- Що ви пропустили? З Алексом Стіл, Скарлет Фу і Джо Вейсентелом
- Булумберг на заході з Емілі Чанг
- З усією повагою (Марк Гальперін, Джон Хейлеман, Чарлі Роуз)

#### Щотижневі шоу
- Найкращий Захід
- Край Блумберга
- Блумберг підприємства
- Перимакачі гри Блумберг
- Переслідування Блумберга
- Всередині
- Студія 1.0 з Емілі Чанг
- Титани за столами з Бетті Лью

### Азійсько-Тихоокеанський регіон

#### Щоденні шоу
- З початку з Енджи Ло
- Бізнес, що відхилився
- Азійський край

#### Щотижневі шоу
- Бізнес Азії
- Високі льотчики з Хесліндою Аміною

### Європа

#### Щоденні шоу
- Зворотній відлік
- У русі
- Пульс з тріщиною
- Європейські ринки

#### Щотижневі шоу
- Блубмерг найкращий
- Бізнес спортивних змагань з Марком Бартоном
- Лідери

## Тікер новини
Bloomberg відомий за використання формату datascreen. До 1998 року у Bloomberg не було рухомого тікера. Замість цього канал мав бокси, присвячені повідомленням з закордону, погодним умовам, що розміщувались у нижній частині екрану. Далі екран реорганізовувався декілька разів. На ньому з'явився рухомий тікер. Це рухомий рядок внизу екрану телевізора, на якому розміщені факти (короткі новини), коментарі, статистичні данні, курс валют, інформація про стан на дорогах, погоду тощо. Також тут друкуються важливі для каналу повідомлення. Наприклад: о 18:00 в прямому ефірі дивіться інтерв'ю з президентом Америки на тему «Ситуація в Україні».

## Інші платформи
Популярність мобільних пристроїв та соціальних медіа не могла не відзначитись на Bloomberg Television. Канал дає можливість переглянути підготовлені ним новини через соціальні мережі, такі як Facebook, Google+, і Твіттер. Перетрансляція новин доступна і на офіційному каналі YouTube станції Bloomberg Television. Серед інших, компанія розробила мобільні додатки, доступні для iPad.